# 考什泰约什东博
考什泰约什东博，是匈牙利绍莫吉州所辖的一个村。总面积13.08平方公里，总人口220，人口密度16.8人/平方公里（2011年1月1日）。